# Вяюрюнен, Пааво
Па́аво Ма́тти Вя́юрюнен (фин. Paavo Matti Väyrynen; 2 сентября 1946, Кеминмаа, Финляндия) — финский политик; в прошлом Министр иностранных дел Финляндии; кандидат на выборах президента Финляндии 2012 года от партии Финляндский центр, почётный председатель этой партии. Кандидат в президенты Финляндии на выборах 2018 года, занял на них 4-е место.
Известен своим критическим отношением к вопросам евроинтеграции Финляндии. В 2016 году основал Гражданскую партию — новое политическое объединение, целью которой объявлена борьба за выход Финляндии из еврозоны.

## Биография
Родился 2 сентября 1946 года в Кеминмаа в семье агронома Юхо Эемели Вяюрюнена и Анны-Лийсы Кайянкоски.
Окончил школу в Кеми, затем учился в Хельсинкском университете, который окончил в 1970 году.

### Политическая карьера
Занимал должность секретаря премьер-министра Финляндии (1970—1971).
Заместитель председателя партии Финляндский центр (1972—1980), председатель партии (1980—1990). С 15 мая 1977 по 19 февраля 1982, с 6 июня 1983 по 30 апреля 1987 и с 26 апреля 1991 по 5 мая 1993 годы — Министр иностранных дел Финляндии.

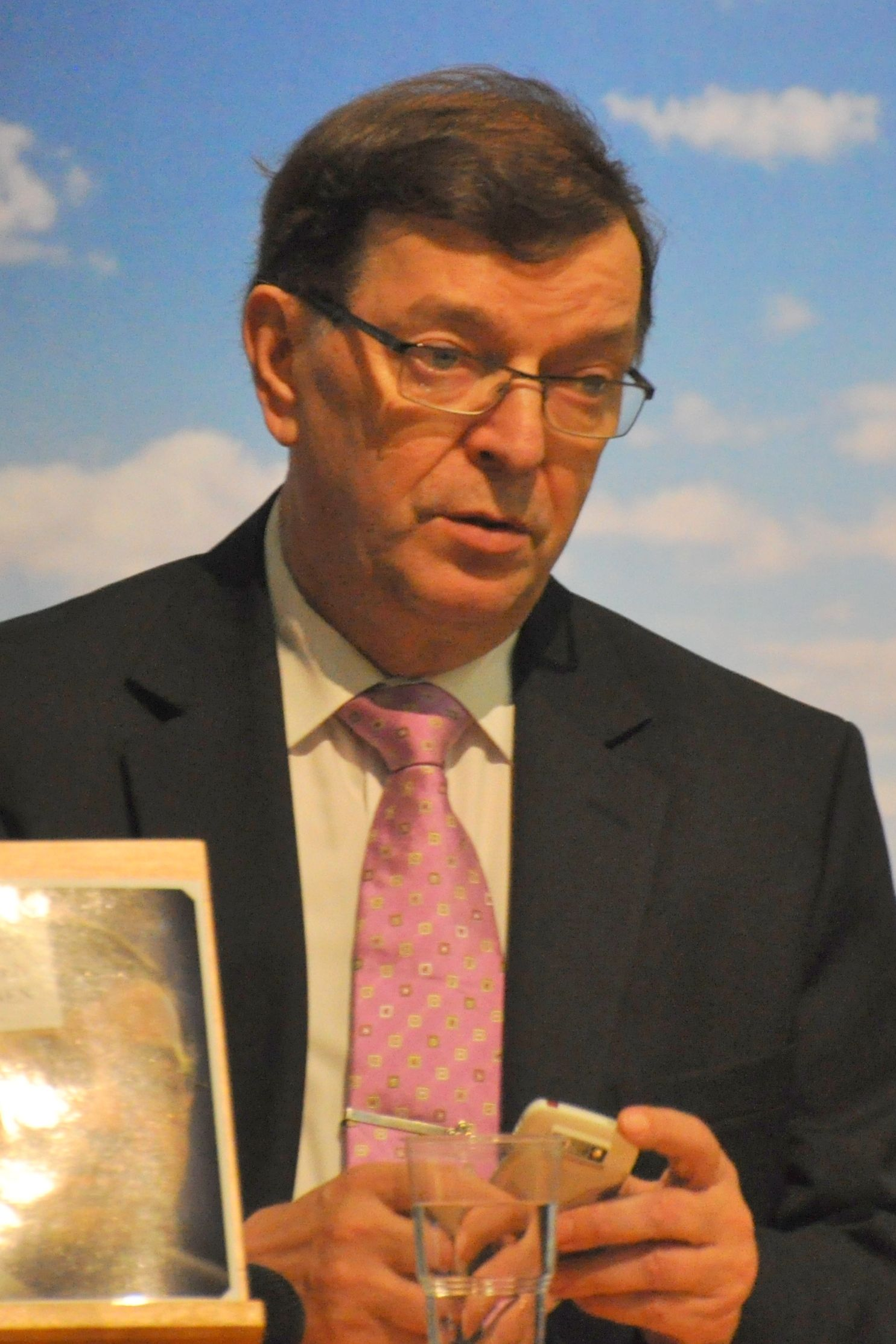
Пааво Вяюрюнен (2010)

29 октября 2011 года был выдвинут от партии Финляндский центр в качестве кандидата на пост президента на выборах президента Финляндии 2012 года.
Почётный председатель партии Финляндский центр. На съезде партии в июне 2012 года претендовал на пост её председателя.
Был избран в горсовет в Хельсинки от коалиции Христианских демократов.

### Критика евроинтеграции Финляндии
Вяюрюнен неоднократно выступал с критикой партии Финляндский центр в вопросах евроинтеграции. По его мнению, возвращение к национальной валюте является, наряду с повышением конкурентоспособности, необходимым условием для выздоровления экономики Финляндии. Кроме того, он считает, что если Финляндия останется в зоне евро, то в будущем потеряет свою экономическую и политическую независимость. 4 февраля 2016 года он заявил о создании нового политического объединения — Гражданской партии, главной целью которой должен стать выход Финляндии из еврозоны; в декабре этого же года партия была включена в общий партийный регистр Финляндии.
10 марта 2016 года Вяюрюнен подал в эдускунту гражданскую инициативу о выходе из еврозоны, под которой было собрано около 53 тысяч подписей.

## Семья
Жена (с 1968 года) — Вуокко Каарина Вяюрюнен, урождённая Тервонен. Дети: Тийна (род. 1969), Танели (род. 1973) и Лотта (род. 1977).
По состоянию на 2012 год имел квартиру в Хельсинки, а также небольшую ферму в Туусула и несколько зданий на своей родине в Кеминмаа, ценность которых, по словам Вяюрюнена, невозможно определить. Он являлся третьим по состоятельности кандидатом на президентских выборах в Финляндии в 2012 году.